# 445
445 је била проста година.

## Догађаји
- Цар Валентинијан III издаје царски едикт против манихејства. Изречене су тешке казне за оне који шире ово учење и чувају манихејске књиге.
- Петроније Максим, истакнути аристократа, добија титулу патриција. Постаје најпоштованији од свих не-царских Римљана и политички ривал Флавија Аеција.
- Бледа, сувладар Хуна, гине у несрећи у лову. Вероватно је убијен на подстицај свог млађег брата Атиле, са којим је владао од 434. Сада око 39 година, Атила преузима престо за себе и постаје краљ Хунског царства.
- Домн II, патријарх Антиохије, сазива сабор сиријских епископа да потврди свргавање Атанасија из Пере.
- Ирска: Створена је епархија Арма.

## Смрти
- Арсеније Велики, пустињски отац
- Бледа, Хунски краљ